# Anadyrský ostroh
Anadyrský ostroh (rusky Анадырский острог) nebo Anadyrsk (rusky Анадырск) byla opevněná ruská základna na Čukotce. Byla založena v roce 1649 na středním toku řeky Anadyr, asi 18 km proti proudu řeky od dnešní osady Markovo, a v roce 1766 byla opuštěna.

## Historie

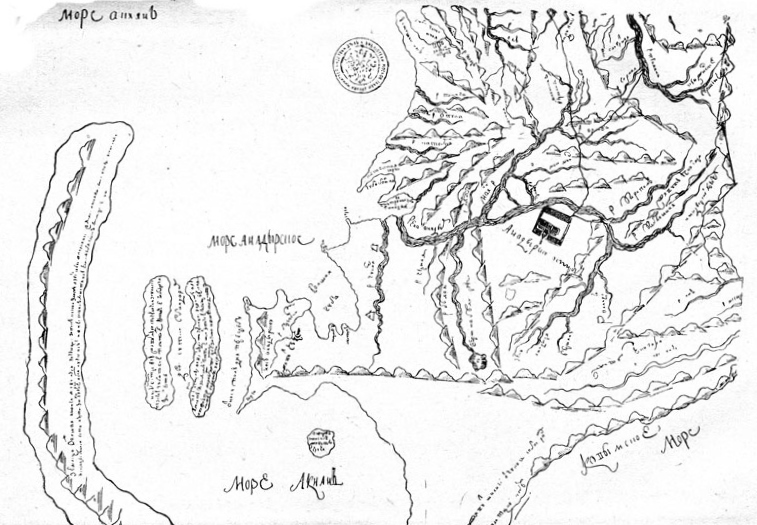
Anadyrský ostroh na mapě z roku 1710

V roce 1649 postavila jednotka kozáků ruského objevitele Semjona Ivanoviče Děžňova po prvním proplutí Beringovy úžiny na dva kilometry dlouhém a kilometr širokém ostrově v řece Anadyr srub na přezimování. Na stejném místě vznikl v letech 1659 až 1660 na příkaz kozáka Kurbata Afanasjeviče Ivanova ostroh, nejprve jen pár chatrčí okolo skladu, které následně obklopila palisáda. Zde probíhala jednání s kmenovými vůdci místních domorodých obyvatel o vybírání naturální daně, jasaku. V následujících letech bylo opevnění posíleno a rozloha ostrohu se zvětšila. V ostrohu byla posádka 16 kozáků v zimě roku 1675 až 1676 a 757 kozáků v roce 1760. V roce 1732 měl ostroh tvar obdélníka o stranách 43 metrů. Jeho dřevěné stěny byly 3,20 metrů vysoké. Věž měl v každém ze čtyř rohů a pátá věž byla nad vstupní bránou. Vně ostrohu byla kaple (od roku 1746 kostel Nejsvětějšího Salvátora) a 80 obytných budov (v roce 1763 jich bylo 130).
Anadyrský ostroh byl nejdůležitější ruskou základnou v severovýchodní Sibiři, na území Jukagirů a Korjaků kontrolovaném Rusy mezi Anadyrem na severu, Gižigským a Oljutorským zálivem na jihu. Odtud dobyl Vladimir Atlasov v roce 1697 poloostrov Kamčatka. Tím zvýšil jeho význam, nacházel se jediné cestě z Jakutska na Kamčatku. Ostroh byl také výchozím bodem trestné výpravy Dmitrije Pavluckého proti vzpurným Čukčům v letech 1731 a 1732, stejně jako proti povstání Korjaků v roce 1732. Obnovené tažení proti Čukčům začalo v roce 1744 a skončilo v roce 1747 porážkou kozáků v blízkosti ostrohu a smrtí Pavluckého. V roce 1766 na návrh velitele Friedricha Plenisnera padlo rozhodnutí opustit ostroh a osadu kvůli vysokým nákladům na provoz. Do té doby se musel ostroh jídlem a střelivem zásobovat z Ochotska psími spřeženími. Znovu a znovu vypukal hladomor mezi kozáky. Posádka a obyvatelé se přestěhovali do Gižiginska. Dne 3. března 1771 byl ostroh a všechny domy v osadě Rusy zničeny a vypáleny. Již v roce 1784 založili rusifikovaní Jukagirové v blízkosti vesnici Markovo.